# スティーブン・バーニー
スティーブン・バーニー（Stephen Varney、2001年5月16日 - ）は、プレミアシップグロスターに所属するラグビーユニオン選手。

## プロフィール
- ウェールズ・カーマーゼン出身[1]。
- ポジションはスクラムハーフ(SH)。
- 身長 175cm、体重 73kg
- U20イタリア代表に選ばれたことがある[2]。
- イタリア代表キャップは5（2021年2月現在）。

## 略歴
2018年、グロスターに加入。